# Agonum funebre
Agonum funebre är en skalbaggsart som beskrevs av Leconte 1854. Agonum funebre ingår i släktet Agonum och familjen jordlöpare. Inga underarter finns listade i Catalogue of Life.